# Friedrich von Suckow
Friedrich von Suckow, Pseud.: Thorwald  (* 26. September 1789 in Goldberg bei Neubukow; † 10. Januar 1854 in Wernigerode; vollständiger Name: Friedrich Joachim Philipp von Suckow), war ein deutscher Dichter und Erzähler. Er war Begründer und Redakteur der Zeitschrift Sundine.

## Leben
Suckow wurde auf dem Gut Goldberg  geboren. Sein Vater war Oberforstmeister. Suckow besuchte zunächst zusammen mit seinen Geschwistern ein Pensionat in Barth, anschließend Schulen in Schwerin und Wismar. 1803 wurde er Fahnenjunker beim Militär im Garnisonsregiment von Möllendorf. Er nahm als Fähnrich am Feldzug 1806 teil und kehrte nach der Kapitulation bei Prenzlau zu seinem in Wismar lebenden Vater zurück, wo er auch wieder die Schule besuchte. Als sein Bruder Karl im Mai 1808 in den Militärdienst Württembergs eintrat ging er mit und nahm als Gardeleutnant am Feldzug gegen Tirol 1809 in Vorarlberg teil. Drei Jahre später nahm er für Baden am Feldzug gegen Russland teil. Nach seiner Rückkehr trat er in das Reiche'sche Jägerbataillon ein und wurde Offizier. Er nahm an Kämpfen in Mecklenburg und Holland teil. 1815 wurde er Kommandant von Andernach. Hier traf er am 28. Juli 1815 Johann Wolfgang von Goethe, dem er im Dezember 1816 sein Werk Nachklang der Waffen schickte.
Wegen eines Augenleidens gab er diese Position bald auf und diente noch bis 1826 als Gendarmerieleutnant, vornehmlich in Hinterpommern, wurde aber dann wegen Krankheit aus dem Dienst entlassen. Im Spätsommer 1827 zog er nach Stralsund. Zusammen mit Karl Lappe gründete er hier die literarische Wochenzeitschrift Sundine, deren Redakteur er wurde. Aufgrund seiner publizistischen Tätigkeit drohte ihm in Stralsund ein Prozess, sodass Suckow im Mai 1833 über Berlin und München nach Griechenland ging. In der preußischen Heimat als Deserteur gesucht kehrte er ein Jahr später zurück und wurde von einem Kriegsgericht zu einem Jahr Festungshaft verurteilt, welche er Ende 1834 im Fort Preußen bei Stettin antrat. Nach einem halben Jahr begnadigt, ging er wieder nach Stralsund, wo er noch bis 1844 als Redakteur der Sundine arbeitete. Aus gesundheitlichen Gründen zog er in diesem Jahr zunächst nach Nizza und später nach Wernigerode, wo er 1854 seinen Leiden erlag.
Suckow war als Freimaurer Mitglied der Großen National-Mutterloge zu den drei Weltkugeln.

## Werke
- Nachklang der Waffen (1816)
- Harfenlieder (1826)
- Die Fahnenlieder der alten Zeit (1838)